# Franz-Grabner-Preis
Der Franz-Grabner-Preis wird seit 2017 im Rahmen des Filmfestivals Diagonale für humanistisches Dokumentarfilmschaffen in den Kategorien Kino und Fernsehen auf Initiative der Familie Grabner, der Association of Austrian Filmproducers (AAFP), Film Austria, des Österreichischen Rundfunks (ORF) und der Diagonale verliehen. Benannt ist die Auszeichnung nach dem ORF-Journalisten Franz Grabner (1955–2015). Das Preisgeld betrug 2024 jeweils 5.000 Euro und wurde von ORF und AAFP gestiftet.

## Ausgezeichnete und nominierte Filme
- 2017:[2]
  - Jury: Karin Berger, Susanne Biermann, Hans Robert Eisenhauer, Irene Klünder, Paul Pauwels
  - Kinodokumentarfilm: Unten von Djordje Čenić und Hermann Peseckas
    - nominiert: Ein deutsches Leben von Christian Krönes, Olaf S. Müller, Roland Schrotthofer, Florian Weigensamer
    - nominiert: Future Baby von Maria Arlamovsky

  - Fernsehdokumentarfilm: Menschen & Mächte – Flucht in die Freiheit von Andreas Pfeifer und Andreas Novak
    - nominiert: Adams Art von Lenzo Reinhard
    - nominiert: Kreuz und quer – Eine fast unmögliche Freundschaft von Peter Beringer

- 2018:[3]
  - Jury: Zora Bachmann, Tobias Ebbrecht, Petra Felber, Esther van Messel, Paul Pauwels
  - Kinodokumentarfilm: Gwendolyn von Ruth Kaaserer
    - nominiert: Free Lunch Society – Komm Komm Grundeinkommen von Christian Tod
    - nominiert: Sand und Blut von Matthias Krepp und Angelika Spangel

  - Fernsehdokumentarfilm: Die Weltherrschaft von Fritz Ofner[4]
    - nominiert: Dokumente, die die Welt bewegen. Aus dem Inneren des Österreichischen Staatsarchivs von Andrea Morgenthaler, Robert Neumüller, Uli Jürgens und Jakob Brossmann
    - nominiert: Wofür es sich zu leben lohnt – Viktor Frankl und die Suche nach dem Sinn von Birgit Mosser-Schuöcker

- 2019:[5]
  - Jury: Simone Baumann, Christian von Brockhausen, Paul Pauwels, Anja Salomonowitz, Christa Ulli, Dennis Vetter
  - Kinodokumentarfilm: Waldheims Walzer von Ruth Beckermann
    - nominiert: Bruder Jakob, schläfst du noch? von Stefan Bohun
    - nominiert: Zu ebener Erde von Birgit Bergmann, Steffi Franz und Oliver Werani

  - Fernsehdokumentarfilm: Leben für den Tod – Menschen am Zentralfriedhof von Karin Berghammer und Krisztina Kerekes[6]
    - nominiert: Frauenbilder – Gegenbilder von Barbara Weissenbeck
    - nominiert: Nie genug – Der Körperkult in den sozialen Medien von Jennifer Rezny

- 2020/21:[7][8]
  - Jury: Max Czollek, Paul Pauwels, Marketa Štinglová, Mona Willi
  - Kinodokumentarfilm: Dieser Film ist ein Geschenk von Anja Salomonowitz
    - nominiert: Die Dohnal von Sabine Derflinger
    - nominiert: Erde von Nikolaus Geyrhalter

  - Fernsehdokumentarfilm: Viva la Vulva von Gabi Schweiger
    - nominiert: Peter Turrini – Eine komische Katastrophe von Danielle Proskar
    - nominiert: Sklaven für die Alten? von Ed Moschitz

- 2022:
  - Kinodokumentarfilm: Weiyena – Ein Heimatfilm von Weina Zhao und Judith Benedikt[9]
    - nominiert: WOOD von Ebba Sinzinger, Michaela Kirst und Monica Lăzurean-Gorgan[10]
    - nominiert: Marko Feingold – Ein jüdisches Leben von Christian Krönes, Florian Weigensamer, Christian Kermer und Roland Schrotthofer

  - Fernsehdokumentarfilm: Erich Fried – Dichter im Porzellanladen von Danielle Proskar[9]
    - nominiert: ALLER ANFANG – Der Weg der Hebammen von Karin Berghammer[10]
    - nominiert: Ischgl im Ausnahmezustand und Das große Schweigen von Ed Moschitz

- 2023:[11]
  - Kinodokumentarfilm: Lass mich fliegen von Evelyne Faye
    - nominiert: Zusammenleben von Thomas Fürhapter
    - nominiert: Der schönste Tag von Fabian Eder

  - Fernsehdokumentarfilm: Weg Damit – Die Kunst der Entsorgung von Karin Berghammer
    - nominiert: Visionen Bauen von Diego Breit Lira
    - nominiert: Wohnen um jeden Preis von Kim Kadlec

- 2024:[1]
  - Jury: Karin Berghammer, Olga Kosanović, Martin Kowalczyk
  - Kinodokumentarfilm: Wer hat Angst vor Braunau? von Günter Schwaiger[12]
    - nominiert: Stillstand von Nikolaus Geyrhalter
    - nominiert: …ned, tassot, yossot… von Brigitte Weich

  - Fernsehdokumentarfilm: Eugenie Schwarzwald: Pionierin der Moderne von Alex Wieser
    - nominiert: Eine Gesellschaft ohne Arbeiter von Heidi Neuburger-Dumancic
    - nominiert: Flash Wars – KI im Krieg von Daniel Andrew Wunderer

- 2025:[13][14]
  - Jury: Solmaz Khorsand, Catherine Le Goff und Claudia Müller
  - Kinodokumentarfilm: Mâine Mă Duc – Tomorrow I Leave von Maria Lisa Pichler und Lukas Schöffel
    - nominiert: Favoriten von Ruth Beckermann
    - nominiert: 24 Stunden von Harald Friedl

  - Fernsehdokumentarfilm: Reclaim – Der Kampf um die Demokratie auf Tiktok von Lisa-Marie Gotsche
    - nominiert: Universum History: Verbotenes Begehren – Meilensteine queerer Geschichte von Fritz Kalteis
    - nominiert: Karl Kraus – Die Macht des Wortes von Franz Gruber und Susanne Pleisnitzer